# Gyōki
Gyōki (jap. 行基; ur. 668, zm. 749) – japoński mnich buddyjski.
Urodził się w Osace w rodzinie imigrantów z Półwyspu Koreańskiego. Była to rodzina, która zachowała dawne techniczne umiejętności rzemieślnicze i naturalną receptywność wobec kultury kontynentalnej. W 659 r. sponsorowała budowę klasztoru Sairin. Koreańskie imigranckie rodziny wydały również takich pionierów buddyzmu w Japonii jak Dōshō, Jikun i Kyōshun.   
W wieku 15 lat wstąpił prawdopodobnie do klasztoru Yakushi w Narze, gdzie pod okiem Dōshō pobierał nauki buddyjskiej szkoły hossō. Po śmierci swojego mistrza w 700 roku porzucił życie klasztorne i prowadził żywot wędrownego kaznodziei, nauczając Dharmy i zakładając klasztory. Pomagał ubogim, inicjując budowę grobli, kanałów irygacyjnych, szpitali, przytułków i domów dla podróżnych. Zgodnie z przekazami zebrał wokół siebie grupę ponad 1000 naśladowców ze stanu świeckiego i duchownego, zarówno mężczyzn jak i kobiet. W Biograficznej chronologii Gyōkiego znajduje się informacja, że wybudował 49 kaplic tylko w rejonie Nary. Nie były to w pełni rozwinięte świątynie, ale miejsca, gdzie ludzie mogli się zgromadzić i wysłuchać Dharmy. Zajmował się również projektami związanymi z dobrobytem innych - wybudował sześć mostów, główną drogę, piętnaście stawów, sześć kanałów odwadniających, trzy akwedukty, dwie przystanie promowe, cztery kanały i dziewięć domów charytatywnych. Ludzie gromadzili się wokół Gyōkiego, aby go wysłuchać i porzucali swoje gospodarstwa. Ludzie dawali mu pieniądze i swoją pracę. Miał zwolenników zarówno wśród laików jak i kapłanów. To, że wśród zwolenników miał rolników, którzy porzucili swoje ziemie oraz kapłanów, którzy zostali zaordynowani bez zgody władz, musiało spowodować reakcję rządu.  
Publiczną działalność Gyōkiego zastopowało wydanie w 717 roku przez cesarzową Genshō edyktu (w którym Gyōki został wymieniony) nakazującego mnichom i mniszkom buddyjskim przebywanie w klasztorach i zakazującego wędrownego kaznodziejstwa. Wprowadzono również urzędowy system certyfikowania kapłanów. W Ciągłej kronice Japonii w 720 r. zapisano, że „mnisi i mniszki zostali po raz pierwszy certyfikowani”. Miało to wspomóc rząd w walce z tymi kapłanami, którzy nie stosowali się do nakazów rządu. Rządowe regulacje sięgały nawet tak głęboko, że w 720 r. regulowano recytowanie sutr i rytualne śpiewy w klasztorach. Biuro Duchowieństwa zainstalowano w Jakushi-ji. 
Te regulacje zostały wprowadzone po dojściu do władzy Fuhito Fujiwary, utrzymano je, gdy do władzy doszedł książę Nagaya. W 731 r., do władzy ponownie doszedł ród Fujiwarów i ustawa została złagodzona. Złagodzono także system podatkowy zwalniając ludzi powyżej 61 lat z ich płacenia. Zmiany w nastawieniu odbiły się także w treści Ciągłej kroniki Japonii. Ze „zwyczajnego kapłana” Gyōki stał się „mistrzem Dharmy”. W pewnym dokumencie z 738 r. Gyōki jest określany „najczcigodniejszy”, a w tym okresie dotyczyło to bardzo ograniczonej liczby duchownych. W dokumencie z ok. 740 r. jest określony jako „mistrz z Yakushi-ji” i nauczyciel. Gyōki powrócił wówczas do stołecznej Nary, gdzie jako główny architekt uczestniczył  w latach 741-745 przy zleconej przez cesarza Shōmu budowie kompleksu świątynnego Tōdai-ji. Zimą 744 roku jako pierwsza w historii osoba otrzymał najwyższy w japońskim buddyzmie tytuł daisōjō.
Pod koniec 740 r. cesarz zadecydował o porzuceniu Nary i wybudowaniu nowej stolicy nazwanej Kunikyō w prowincji Yamashiro. W 741 r. cesarz wydał edykt nakazujący budowę pary oficjalnych klasztorów (męskiego i żeńskiego) w każdej prowincji. Przy okazji wybudowano most przez rzekę Sawada. W pracach tych uczestniczył Gyōki oraz wyszkoleni przez niego ludzie, którzy wreszcie zostali docenieni. Na początku 745 r. został wybrany do Biura Duchowieństwa w miejsce wysokiego kapłana Gembō.
W 749 r. Gyōki przyznał cesarzowi „Wskazania bodhisattwy”.
Na początku 749 r. zachorował i zmarł w Sugawara-derze. Przekazał wszystkie swoje świątynie w ręce spadkobiercy Dharmy – Kōshina.
Po śmierci stał się bohaterem licznych legend i został otoczony kultem jako bodhisattwa, niekiedy uważany jest za wcielenie Mandziuśriego. W ikonografii przedstawiany jest zazwyczaj jako wędrowiec z kijem podróżnym w ręku.

## Szkoła hossō
- Xuanzang (602-664)

- Sungyeong (bd) Korea
- Woncheuk (613-696) Koreańczyk

- Dojeung (bd) Korea

- Dōshō (629-700) Japonia, frakcja „południowego klasztoru” hossō

- Gyōki (668-749)

- Kōshin (bd)

- Dasheng Kuiji (632-682) 1 patriarcha faxiang

- Huizhao (650-714) 2 patriarcha faxiang

- Zhizhou (678-733) 3 patriarcha faxiang

- Gembō (Genbō) (zm. 746) Japonia, frakcja „północnego klasztoru” hossō

- Genju

|
|
|
- Jōkei (1155-1213)

- Kainyo (bd)

- Eison (1201-1290) Shingon rissu

- Ryōhen (1194-1252) odnowiciel hossō